# Chaparral (bioom)

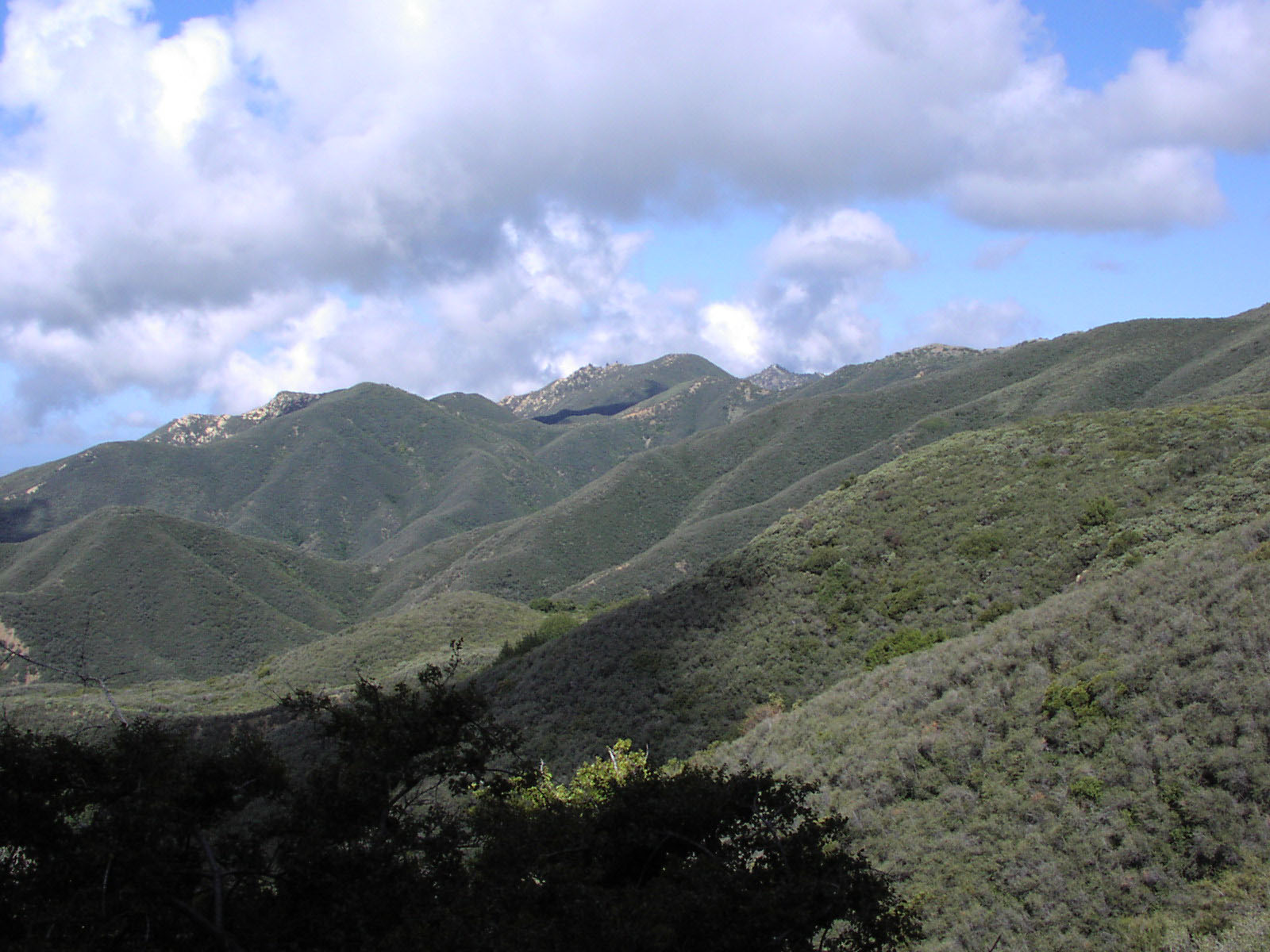
Chaparral in Californië

Chaparral is een biotoop met een kenmerkende vegetatie die vooral in Californië en in het noordelijke deel van het Mexicaanse schiereiland Baja California te vinden is.
De naam chaparral komt van het Spaanse woord chaparro en dat betekent "laag, groenblijvend eikenbos".
De chaparral komt vooral voor in gebieden met een mediterraan klimaat met hete, droge zomers en milde, regenachtige winters. Qua vorm is het vegetatietype vergelijkbaar met de maquis uit het Middellandse Zeegebied. Het bestaat uit taaie, houtige struiken met kleine, harde bladeren die de verdamping in de droge zomer beperken. Chaparral heeft vaak zo'n dichte begroeiing dat het ondoordringbaar is voor grote dieren en mensen.
De planten van de chaparral hebben zich aangepast aan periodiek optredende branden, een proces dat scarificeren genoemd wordt. De struiken en bomen hebben een dikke schors en de kleine zaailingen ontkiemen snel na een brand in de as, die als plantenvoedsel dient. Omdat deze bosbranden in de 20e eeuw tientallen jaren lang zijn bestreden, verzamelde zich daar droog hout en ander brandbaar materiaal. Door blikseminslag kunnen zo enorme branden ontstaan. Daarnaast raakten deze gebieden in de jaren zeventig van de 20e eeuw bewoond door mensen. Hierdoor kregen deze grote branden het karakter van een ramp, terwijl het eerder een normaal ecologisch verschijnsel was in een meestal onbewoond gebied.